# Ретикулоциты
Ретикулоци́ты (от лат. reticulum — сеточка и греч. κύτος — вместилище, клетка) — клетки — предшественники эритроцитов в процессе кроветворения, составляющие около 1{\displaystyle \,}% от всех циркулирующих в крови эритроцитов. Не имеют ядра, содержат остатки рибонуклеиновых кислот, митохондрий и других органелл, лишаясь которых, трансформируются в зрелый эритроцит.
Остаточные органеллы видны при окрашивании по Романовскому и с помощью метиленового синего.
По сравнению с эритроцитами ретикулоциты имеют еще более короткий срок жизни. В процессе эритропоэза (формирования эритроцитов) они формируются и созревают в красном костном мозге за 1—2 дня, после чего покидают его и ещё 1—3 дня дозревают в кровотоке.

## Функции ретикулоцитов
Функции ретикулоцитов в целом аналогичны функциям эритроцитов – они также захватывают и переносят по крови кислород и углекислый газ, но их эффективность несколько ниже, чем у зрелых эритроцитов.

## Стадии развития
При недостатке кислорода в крови почки вырабатывают и выделяют гормон-регулятор эритропоэтин, который доставляется в красный костный мозг и там вызывает активный процесс образования ретикулоцитов, впоследствии превращающихся в эритроциты.
В ходе развития эритроцита из родоначальника постепенно исчезает ядро и появляется белок гемоглобин.

## Клинико-диагностическое значение
Для измерения количества ретикулоцитов специальные автоматические счетчики используют сочетание лазерного возбуждения, детекторов и флуоресцентного окрашивания, которое красит ДНК и РНК в клетке. Среди клеток, находящихся в потоке крови, можно различить ретикулоциты по излучающемуся сигналу. Этот сигнал не такой слабый, как у эритроцитов, но в то же время не такой сильный, как у лимфоцитов.
При окрашивании по Романовскому ретикулоциты выделяются слегка более синеватым цветом. К тому же ретикулоциты в среднем больше эритроцитов по объему.
У человека нормальное количество ретикулоцитов в крови зависит от клинического состояния, но в среднем варьирует от 0,5% до 2% у взрослых и от 2% до 6% у детей. У новорожденного в первые дни вырабатывается большое количество эритропоэтина, и поэтому доля ретикулоцитов в крови у них может достигать 10%. Со временем число ретикулоцитов нормализуется. 
Высокое процентное содержание ретикулоцитов у взрослых может быть признаком анемии, хотя также зависит от состояния кроветворных клеток костного мозга.
Вычисление индекса производства – важный шаг в понимании того, будет ли количество ретикулоцитов соответствовать потребностям организма. Довольно часто это даже более важный вопрос, чем то, соответствует ли процентная доля границам нормы. К примеру, если человек болеет анемией, но доля ретикулоцитов равна 1%, то костный мозг, вероятно, не сможет сгенерировать достаточное количество клеток, способных исправить малокровие.
Большое количество и процент ретикулоцитов в крови часто наблюдаются при увеличении выработки красных кровяных клеток для преодоления тяжелой потери зрелых эритроцитов (к примеру, при гемолитической анемии или кровопотере). Большое количество ретикулоцитов (превышающее норму) называется ретикулоцитозом.
Аномально низкое количество ретикулоцитов может быть вызвано химиотерапией, апластической анемией, злокачественной (В12-дефицитной) анемией, злокачественными заболеваниями костного мозга, пониженной выработкой эритропоэтина, дефицитом железа или фолиевой кислоты и другими причинами.

## Исследования
Ретикулоциты – ценный инструмент биологов для изучения трансляции белка. Они необычны благодаря тому, что содержат все для трансляции белков, но не имеют ядра. Так как в ядре клетки имеется много компонентов, затрудняющих исследование трансляции, ретикулоциты очень полезны. Ученые могут собрать эритроциты у таких млекопитающих, как кролики, извлечь мРНК и транслировать ферменты для изучения самой трансляции в пробирке. Это позволяет лучше контролировать условия, в которых синтезируются белки.